# Istiklal P201
Istiklal P201 (arabe : إستقلال بي 201), Istiklal signifiant « indépendance », est un navire de guerre de type patrouilleur utilisé par la marine nationale tunisienne.

## Projet
Il est fabriqué, en grande partie, à partir d'éléments provenant de Tunisie (à l'exception des moteurs venant d'Allemagne et des pompes à eau venant de Suède) et par des officiers, ingénieurs et compétences militaires tunisiennes dans le secteur maritime, en coopération avec une entreprise locale spécialisée dans le même domaine,.
Il s'agit du premier navire de son genre en Tunisie et dans le monde arabe, et le deuxième en Afrique, après l'Afrique du Sud.
Le navire est inauguré à Sfax en 2014 par le président tunisien Moncef Marzouki, accompagné du ministre de la Défense Ghazi Jeribi. Le 21 août 2015, le premier voyage inaugural a lieu en présence du président Béji Caïd Essebsi et du ministre de la Défense Farhat Horchani dans le port de La Goulette, alors que le navire entre en service le 24 août sur la côte méridionale du pays,,.

## Utilisations
- Marine nationale tunisienne